# Ali Wong
Alexandra "Ali" Wong, född 19 april 1982 i San Francisco, är en amerikansk skådespelare, komiker och manusförfattare.
Flera av Wongs stand up-föreställningar har visats på Netflix, t.ex. Baby Cobra (2016) och Hard Knock Wife (2018). Sedan 2016 spelar hon en av rollerna i TV-serien American Housewife som visas på ABC. Wong skrev manus till de tre första säsongerna av komediserien Fresh Off the Boat. År 2019 spelade hon huvudrollen i långfilmen Always Be My Maybe som hon även skrivit manus till och producerat.